# Integument (botanika)

Schemat zalążka w kwiecie nagonasiennych (po lewej) i okrytonasiennych (po prawej). Osłonka (integument) oznaczona kolorem niebieskim

Osłonka, integument – struktura rozwijająca się początkowo u nasady zalążka roślin nasiennych i w miarę rozwoju stopniowo go obrastająca. Po zapłodnieniu zalążka, podczas dojrzewania nasiona zmienia się w łupinę nasienną. 
U nagonasiennych zalążki osłonięte są jedną osłonką (unitegmic), choć u gniotowców wyróżnia się czasem 2 lub nawet 3 osłonki (według innych autorów dodatkowe warstwy są tworami odmiennymi). U okrytonasiennych przeważnie są dwie osłonki (bitegmic), rzadziej jest jedna (np. w rodzinie psiankowatych i akantowatych), bardzo rzadko trzy (np. w niektórych rodzajach flaszowcowatych i w rodzaju peperomia Peperomia). Rzadko zdarzają się u okrytonasiennych zalążki pozbawione osłonek (ategmic) co jest wynikiem ich redukcji. 

## Rozwój
Osłonka powstaje początkowo jako pierścień u nasady ośrodka zalążka (nucelusa). U nagonasiennych zaczątek jest jeden, u większości okrytonasiennych są dwa, choć zdarza się, że u niektórych roślin z podwójną osłonką rozwija się ona w wyniku rozszczepienia pojedynczego zaczątka (np. u sumaka). Z czasem osłonka obrasta ośrodek, pozostawiając na końcu kanał zakończony okienkiem (mikropyle). W przypadku rozwoju dwóch osłonek najpierw rozwija się wzrastająca po powierzchni ośrodka osłonka wewnętrzna, z czasem rozrasta się osłonka zewnętrzna.

## Budowa
Początkowo osłonka zbudowana jest z tkanki twórczej, z czasem osłonka nagonasiennych różnicuje się na trzy warstwy. Zewnętrzna jest miękiszowa, środkowa drewnieje, a wewnętrzna staje się błoniasta. U części nagonasiennych w osłonce występują wiązki przewodzące, niespotykane w zalążkach okrytonasiennych. W warstwie zewnętrznej znajdują się komórki wydzielnicze zawierające taniny oraz kanały żywiczne. Zewnętrzna miękiszowa część bywa zmięśniała, czasem jaskrawo zabarwiona i przypomina owoc. Twór taki określany jest mianem osnówki (epimacjum) i jest częścią nasienia, w przeciwieństwie do mięsistych owoców roślin okrytonasiennych powstających z zalążni słupka i ewentualnie dna kwiatowego.
U okrytonasiennych wyróżnia się warstwę komórek ścianki wewnętrznej osłonki przylegających do ośrodka. Nazywana jest ona tapetum integumentalnym (endothelium). Komórki tej warstwy są na powierzchni pokryte grubą kutykulą. Endothelium przypisuje się udział w odżywianiu ośrodka oraz funkcje ochronne w stosunku do zewnętrznych części osłonek – chroni powstającą łupinę nasienną przed zniszczeniem przez silny wzrost woreczka zalążkowego i bielma.

## Pochodzenie
Zakładając, że ośrodek zalążka jest utworem homologicznym wobec makrosporangiów paprotników (tu i tu po mejozie tworzą się makrospory), osłonki powstały z kielichowatego organu (lub dwóch takich organów) pierwotnie osłaniających makrosporangium. W przypadku kopalnych, najstarszych roślin nagonasiennych osłonki obrastały ośrodek całkowicie, nie pozostawiając na szczycie wolnego kanału z okienkiem.